# آلسیا آمندولا
آلسیا آمندولا (ایتالیایی: Alessia Amendola؛ زادهٔ ۲۷ فوریهٔ ۱۹۸۴) بازیگر، دوبلور، مجری رادیو اهل ایتالیا است. او دوبلور انیمیشن های زیادی از قبیل شگفت‌انگیزان ۲، شیرشاه ۲: پادشاهی سیمبا، من نفرت‌انگیز ۳ و پیتر خرگوشه ۲: فراری بوده‌است.